# Matchedje Motor
 (mai 2015).
 (juin 2017).
Si vous disposez d'ouvrages ou d'articles de référence ou si vous connaissez des sites web de qualité traitant du thème abordé ici, merci de compléter l'article en donnant les références utiles à sa vérifiabilité et en les liant à la section « Notes et références ».
Matchedje Motors Ltd est une société de construction automobile mozambicaine créée en 2011 par l'association du gouvernement mozambicain et de la société Chine Tongjian Investment Co.

## Modèles
- Automobile
  - Matchedje F1
  - Matchedje CUV
  - Matchedje V3
  - Matchedje X3
  - Matchedje Pick-up
- Bus
  - BI MAXI A177
  - BI MAXI M155
  - Mini VIP
  - Mini Ecole
  - Midi
- Camion
  - F2000
  - Mixer Truck
  - WUR II
- Moto
  - GW110
  - GW125-2B
  - GW150GY-3
  - GW200GY-3
  - GW150-5E
  - GW200-7